# フィスク大学

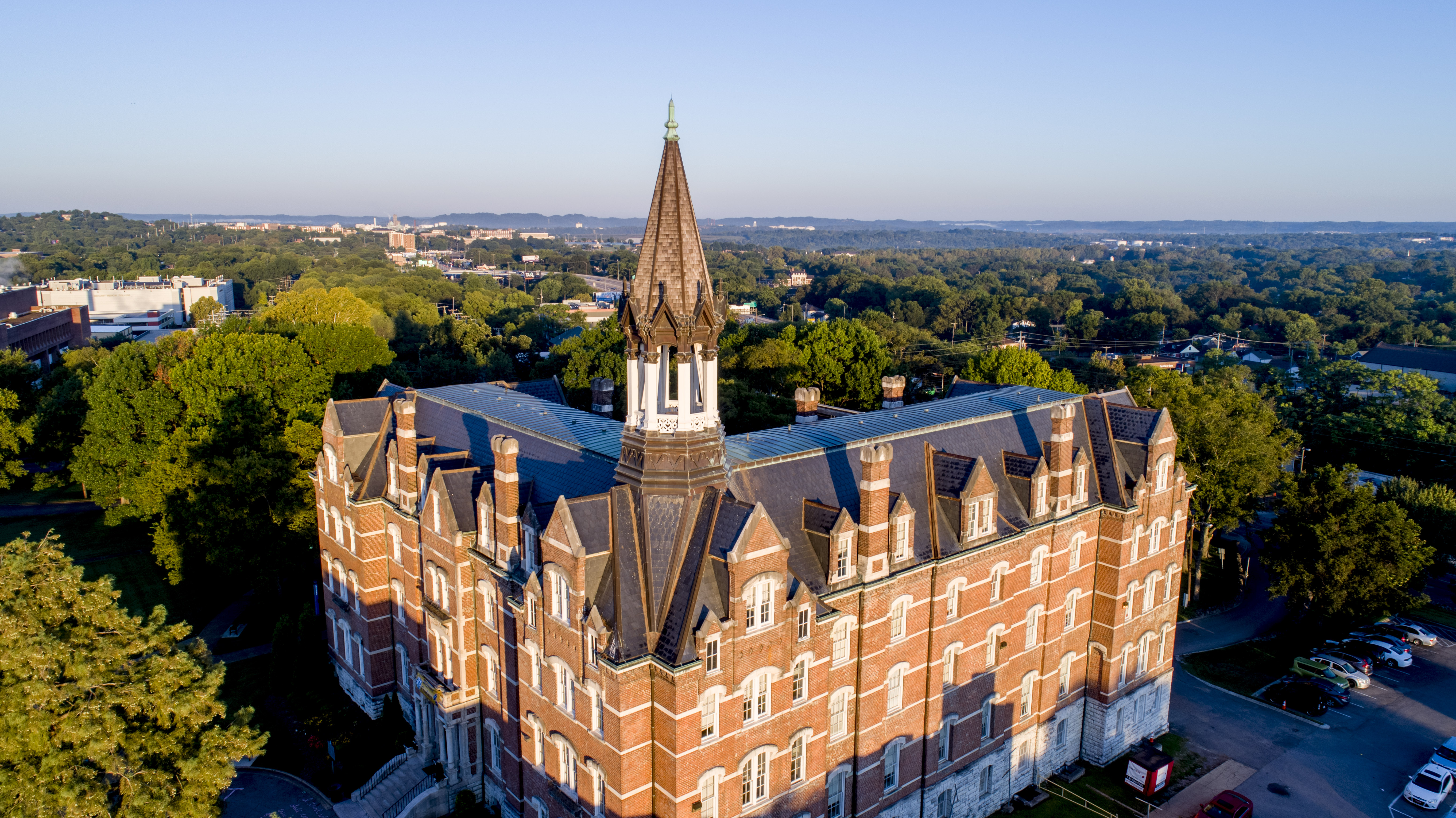
ジュビリーホール

フィスク大学（Fisk University）は、アメリカ合衆国テネシー州の州都ナッシュビルにある私立大学。1866年に創立された歴史的黒人大学である。キャンパスは小規模ながら歴史的建造物が建ち並び、アメリカ合衆国国家歴史登録財に指定されている。
1930年、南部大学学校協会に認定された最初のアフリカ系アメリカ人施設となった。この認定により特別プログラムがすぐに実施され、1952年、黒人大学で初めて全米優等生協会ファイ・ベータ・カッパの設立許可を得た。12月、デルタ・テネシー支部を組織し、1953年4月4日に最初の学生会員が任命された。

## 歴史
1866年、南北戦争終戦から6ヵ月後、北部アメリカ伝道協会(AMA)のリーダー達、ジョン・オグデン、エラスタス・ミロ・クラヴァス牧師、エドワード・パームリー・スミス牧師は解放奴隷の教育のためのFisk Free Colored School (フィスク解放有色人種学校)を創立した。AMAは全米の解放奴隷への教育を支援しようとしていた。7歳から70歳までの幅広い年齢で教育を受けたいと強く願う解放奴隷の入学者が最初の数ヶ月で200名から900名に飛躍的に増加した。校舎に使える新しい兵舎を建て、テネシーの白人、黒人双方の子供のための無料学校を制定したテネシー奴隷解放局クリントン・B・フィスク将軍に敬意を表し名付けられた。さらに彼は計3万ドルの資金を提供した。AMAの業務は大学と提携しているキリスト連合教会により支援されていた。1866年1月9日、授業開始。
テネシー州では公立教育の制度が整ってくると教員養成が必要になり、1867年8月、師範学校のフィスク大学となった。クラヴァスは学部とモーツァルト協会を組織し、テネシー州で最初の音楽組織となった。入学者数が増大し、大学の必要性が高まった。1870年、アダム・ナイト・スペンスはフィスク師範学校の学長となった。彼の妻キャサリン・マッキー・スペンスはフィスク大学の学生への伝道の日曜学校の設立、学校運営資金のため全米をまわり、ANAを通じて寄贈した。アダム・スペンスは宗教および芸術への強い関心があり、学生聖歌隊を編成することを支援した。1871年、この学生聖歌隊はヨーロッパに資金集めのための巡業に出た。これがフィスク・ジュビリー・シンガーズの始まりであった。解放奴隷への教育のための校舎の建築のための資金集めで、約5万ドルを集めジュビリー・ホールの建設に充てた。この建物は現在アメリカ合衆国国定歴史建造物に指定されている。
1880年代、カリキュラムを拡大し、同時に校舎の建設計画も活発化してきた。20世紀終盤までに黒人の教師および職員を採用し、黒人大学としての第二期を迎えた。
1947年、社会学者でハーレム・ルネサンスに関する定期刊行誌『オポチュニティ』の編集長のチャールズ・S・ジョンソンが初のアフリカ系アメリカ人学長となった。
2002年、小規模だが高品質のリベラル・アーツ・カレッジであるフィスク大学とオハイオ州クリーブランドの大規模で多学部の研究大学であるケース・ウェスタン・リザーブ大学は双方の学生、教授、職員の機会拡大のため教育的パートナーシップを結んだ。「このパートナーシップを通して学生達は多様なカリキュラムに触れる機会を持つことができ、幅広い視点から交換学生や共同研究を行なうことができる。教授陣を派遣し合うのは互いにとって良い刺激になる。この契約では共同研究、教授の交換、最新技術による遠距離授業を行なうことになっている。」
2004年より、ビル・クリントン大統領政権下の元アメリカ合衆国エネルギー長官ヘイゼル・オレリーが第14代学長となった。彼女はフィスク大学で2人目の女性学長である。2008年6月25日、6月30日締めの会計年度で400万ドルをあげたことを発表。これにより9年続いた財政赤字を解消しアンドリュー・メロン財団の助成出願の資格要件を満たした。しかしながらフィスク大学はいまだ重大な財政的苦境に立っており、これが解消されなければ閉校の可能性もあり得る。
2008年3月12日、ナッシュビル都市圏議会でその教育の高さに敬意を表し3月19日を『フィスク大学の日』とすることが可決された。

## キャンパス
ダウンタウン・ナッシュビルの北西3キロメートルにあるキャンパスは16ヘクタールの面積がある。ジュビリー・ホールはフィスク・ジュビリー・シンガーズの集めた資金で建設されたゴシック・リヴァイヴァル建築である。1876年築で、アメリカの黒人大学の建物では最古級の建造物である。

## 音楽、芸術、文学
カール・ヴァン・ヴェクテンと関わる著名なハーレム・ルネサンスの音楽や文学のコレクションを貯蔵している。

### アルフレッド・スティーグリッツ・コレクション
1949年、画家のジョージア・オキーフは夫アルフレッド・スティーグリッツの地所にある99枚の絵画を手放すことを検討していた。彼女はそのうち2枚をフィスク大学に寄贈した。この2枚は校内のカール・ヴァン・ヴェクテン・ギャラリーに常設展示された。
2005年、深刻な財政難により、大学理事会はオキーフの『Radiator Building 』とマースデン・ハートレイの『Painting No. 3 』(見積額計4,500万ドル)を売却するかどうかの投票を行なった。しかしオキーフの遺産管財者のジョージア・オキーフ美術館は、彼女の遺産贈与品を売却することは許可されないとして法的に訴えた。2007年末、クリスタル・ブリッジ・アメリカ芸術美術館がオキーフ美術館との裁判費用を肩代わりする代わりにこの作品を共有する計画が持ち上がり、オキーフ美術館は訴訟を取り下げた。2010年10月、裁判官は大学がコレクションを手放さずに済むようにこの絵画の半額がクリスタル・ブリッジに売却されるとし、共同所有できなくなった場合はデラウェア州またはテネシー州以外で裁判を行なうこととした。これによりフィスク大学はこの絵画を2013年まで所有でき、その後クリスタル・ブリッジと2年ごとに所有権を交代することとなった。2012年4月、テネシー最高裁判所は
数ヵ月後の8月2日、デイヴィッドソン郡衡平法裁判所はフィスク大学とクリスタル・ブリッジが共同でスティーグリッツ芸術コレクション社を創立することを認可。売り上げ金額3,000万ドルのうち390万ドルをフィスク大学のヴァン・ヴェクテン・ギャラリーのコレクションの保管や修繕のために確保することとなった。今回の裁判費用は580万ドルであった。

## 科学
アフリカ系アメリカ人の自然科学分野での博士号取得者は他の教育機関よりも多い。

## 学生
2022年の学生数は1,055人だった。

## スポーツ
フィスク大学のスポーツ・チームのニックネームは『ブルドッグス』。Gulf Coast Athletic Conference、National Association of Intercollegiate Athletics (NAIA)のディヴィジョン2に属している。男子チームにはバスケットボール、クロス・カントリー、テニス、陸上競技、女子チームにはバスケットボール、クロス・カントリー、ソフトボール、テニス、陸上競技、バレーボールがある。

## 著名な卒業生
- リル・ハーディン・アームストロング(1915年) - ジャズ・ピアニスト、作曲家。ルイ・アームストロングの2番目の妻。
- コンスタンス・ベイカー・モトレイ(1941年～1942年) - アフリカ系アメリカ人女性初のニューヨーク議会議員
- マリオン・バリー(1960年) - 元ワシントンD.C.市長
- メアリー・フレンセス・ベリー - 元公民権委員、コロラド大学ボルダー校元総長
- ジョン・ベッチ(1967年) - ジャズ・パーカッション奏者
- ジョイス・ボウデン - アフリカ系アメリカ人女性初の全米音楽学校協会認定委員
- オーティス・ボイキン(1942年) - 心臓ペースメーカー発明者
- セント・エルモ・ブラディ - 化学博士号を取得した最初のアフリカ系アメリカ人
- コーラ・ブラウン - 州議会議員に選ばれた最初のアフリカ系アメリカ人女性
- ヘンリー・アーヴィン・キャメロン(1896年) - 教育者、第一次世界大戦退役軍人
- J・O・パターソン・ジュニア(1958年) - メンフィス市長となった最初のアフリカ系アメリカ人。下院議員、上院議員、メンフィス市会議員、Church of God in Christ 地区主教
- エリザベス・ホーテンス・キャナディ - ソロリティDelta Sigma Theta 元全米代表
- アルフレッド・O・コフィン - 動物学博士号を取得した最初のアフリカ系アメリカ人
- ジョネッタ・B・コール - 人類学者、スペルマン大学とベネット大学の元学長
- ウィリアム・L・ドウソン(1909年) - 下院議員(1943年～1970年)
- アーサー・カニンガム(1951年) - 作曲家。ジュリアード学院とコロンビア大学に在籍した。
- チャールズ・ディグス - ミシガン州下院議員(1955年～1980年)
- マハラ・アシュレイ・ディッカーソン - アラバマ州初の黒人女性弁護士、全米女性弁護士協会初の黒人会長
- W・E・B・デュボイス(1888年) - 社会学者。ハーバード大学から博士号を取得した最初のアフリカ系アメリカ人。
- ヴェニダ・エヴァンス(1969年) - 女優。イケアのコマーシャルで知られる。
- エッタ・ズバー・ファルコナー(1953年) - 数学で博士号を取得した最初のアフリカ系アメリカ人女性。スペルマン大学の元数学部長
- ジョン・ホープ・フランクリン(1935年) - 歴史学者、教授、『From Slavery to Freedom 』作者
- ヴィクター・O・フレイザー - 下院議員(1995年～1997年)
- アロンゾ・ファーガム - アメリカ合衆国国際開発庁元長官代理
- ニッキ・ジョヴァンニ(1967年) - 詩人、作家、教授、学者
- ルイス・ジョージ・グレゴリー - バハイ教のHands of the Cause
- アルシー・ハスティング - 下院議員、元裁判官
- ロラルド・ヘイズ - コンサート歌手
- ペリー・ウィルボン・ハワード - ハーバート・フーヴァー政権下の司法長官補佐
- エルマー・アイムス(1903年) - 物理学者。物理学で博士号を取得した2番目のアフリカ系アメリカ人
- エスター・クーパー・ジャクソン(1940年) - 『フリーダムウェイズ』編集長、創立者
- レオナード・ジャクソン(1952年) - 『翔んでる一家・反乱家族大奮戦』、『カラーパープル』出演俳優
- ロバート・ジェイムス - 元NFLコーナーバック
- ジュディス・ジャミソン - アーヴィン・エイリー・アメリカン・ダンス・シアターの初期のダンサー、振付師、元芸術監督
- テッド・ジャレット - R&Bアーティスト、プロデューサー
- チャールズ・ジーター(1971年) - デレク・ジーターの父
- ベン・ジョーブ(1956年) - サザン大学バスケットボール・コーチ
- ルイス・ウェイド・ジョーンズ(1931年) - 社会学者、コロンビア大学のローゼンウォルド基金会員
- エラ・マエ・ジョンソン(1921年) - 105歳の時にバラク・オバマ大統領就任式にワシントンD.C.まで行った
- マシュー・ノウルズ(1973年) - ビヨンセの父でマネージャー
- ネラ・ラーセン(1908年) - ハーレム・ルネッサンス期の小説家
- ジュリアス・レスター(1960年) - 児童書作家、マサチューセッツ大学アマースト校元教授
- デイヴィッド・レヴァリング・ルイス - ピューリッツァー賞2回受賞
- ジョン・ルイス - 下院議員、公民権運動活動家、学生非暴力調整委員会元委員長
- ジミー・ランスフォード(1925年) - スウィング時代の著名なバンドマスター
- オウブリー・ライルス(1903年) - ヴォードヴィルパフォーマー
- E・M・ライソング(1998年) - チャーチルダウンズ競馬場副会長、法務
- マンディーサ(2001年) - 『アメリカン・アイドル』シーズン5(2006年)最終選考第9位。グラミー賞、ダヴ賞ノミネートのクリスチャン・コンテンポラリー・シンガーソングライター
- パティ・J・マローン(1880年) - フィスク・ジュビリー・シンガーズ
- ルイス・E・マーティン(1933年) - 『黒人政治の父』
- ウェイド・H・マクリー(1941年) - アメリカ合衆国訟務長官2人目のアフリカ系アメリカ人、判事
- サミュエル・E・マケウィー(1883年) - レコンストラクション期の州上院議員、テネシー州議会に3回選出された最初のアフリカ系アメリカ人
- ロバート・マクファーリン - メトロポリタン歌劇場で歌った最初のアフリカ系アメリカ人男性、ボビー・マクファーリンの父
- レスリー・ミーク(1987年) - 行政法判事、ケンドリック・ミーク議員の妻
- ロナルド・E・ミッケンズ - 物理学者、エドワード・ブーシェ賞受賞
- テオ・ミッチェル (1960年) - 上院議員、サウスカロライナ州議員
- アンダイン・スミス・ムーア - ジュリアード学院への奨学金を受けた最初のフィスク大学卒業生、ピューリッツァー賞ノミネート
- ダイアン・ナッシュ - 学生非暴力調整委員会創立メンバー
- レイチェル・B・ノエル - 政治家、デンバー公立学校教育委員会最初のアフリカ系アメリカ人
- ヘイゼル・R・オレリー - 元アメリカ合衆国エネルギー長官
- ヘレン・フィリップス (1928年) - メトロポリタン歌劇場合唱団で歌った最初のアフリカ系アメリカ人
- アネット・ルイス・フィナジー (1939年) - コロンビア大学で図書館情報学博士号を取得した最初の黒人女性
- アニタ・ポンダー - ドリンカー・ビドル・アンド・リース共同経営者、弁護士賞(2005年、2007年、2008年、2009年)
- アルマ・パウエル - コリン・パウエルの妻
- ケイ・ジョージ・ロバーツ - オーケストラ指揮者
- ブラッドリー・T・シアーズ - リライアント医薬品元最高責任者、メルク・アンド・カンパニーH.H.部門長
- マーサ・リン・シェロッド - 裁判長、レコンストラクション以降アラバマ北部全州選出で当選した最初のアフリカ系アメリカ人
- ロレンゾ・ドウ・ターナー (1910年) - 言語学者、ルーズベルト大学アフリカ学部長
- A・マチェオ・ウォーカー (1930年) - 企業家
- ロン・ウォルターズ (1963年) - アフリカ系アメリカ政治学者、ブランダイス大学アフリカ系アメリカ学部長
- マーガレット・マレイ・ワシントン (1890年) - タスキーギ大学女性学長、ブッカー・T・ワシントンの3番目の妻
- アイダ・B・ウェルズ - 公民権運動活動家、女性参政権支持者
- チャールズ・H・ウェルズ - 1942年から1947年ウィルバーフォース大学学長、1947年から1965年セントラル州立大学学長、ハーバード大学で博士号を取得した3人目のアフリカ系アメリカ人
- キム・ホウィットレイ - 女優、コメディエンヌ
- フレデリカ・ウィルソン (1963年) - フロリダ州下院議員
- トム・ウィルソン (1953年) - ボブ・ディラン、フランク・ザッパなどを手掛けた音楽プロデューサー
- イエッタ・ヤング (1991年) - モニーク、タラジ・P・ヘンソン出演アフリカ系アメリカ人版『ヴァギナ・モノローグス』プロデュース
- フランク・ヤービー (1938年) - アフリカ系アメリカ人初のベストセラー作家
- ジェームズ・キャロウェイ（1890年）- 農学者。タスキーギ研究所の教師

## 著名な教授
- カミーユ・アーケージュ(芸術学)
- アルナ・ボンタン(図書館情報学)
- ロバート・ヘイデン
- チャールズ・S・ジョンソン(アフリカ系アメリカ人初のフィスク大学長)
- トーマス・E・ジョーンズ(第5代学長)
- パーシー・レイヴォン・ジュリアン(化学)
- リー・ローチ(数学)
- ヘイゼル・R・オレリー(学長)
- ジョン・オリヴァー・キレンズ(作家)
- ニッキ・ジョヴァンニ(英語)
- ジェイムス・ウェルドン・ジョンソン(文学)
- ジョン・ウェスリー・ワーク3世(音楽)
- アーロン・ダグラス(芸術)
- ロバート・E・パーク(社会学)